# Agnieszka Nienartowicz
Agnieszka Nienartowicz (ur. 12 stycznia 1991 w Jeleniej Górze) – polska artystka współczesna, malarka.
Polem jej artystycznych poszukiwań jest religia i jej wpływ na człowieka. Charakterystyczne dla twórczości Agnieszki Nienartowicz są portrety kobiet o wytatuowanych ciałach. Motywy do tatuaży Nienartowicz czerpie z ikonografii chrześcijańskiej. W warstwie formalnej jej obrazy nawiązują do dzieł Starych Mistrzów.  
Artystka mieszka i pracuje w Krakowie. 

## Życiorys
Absolwentka Liceum Plastycznego w Jeleniej Górze (2011). W latach 2011–2013 studiowała na Wydziale Malarstwa Akademii Sztuk Pięknych im. Eugeniusza Gepperta we Wrocławiu. Absolwentka Wydziału Malarstwa na Akademii Sztuk Pięknych w Gdańsku, gdzie w 2016 uzyskała dyplom w pracowni profesora Macieja Świeszewskiego. 
„(…) Jean Baudrillard, jeden z najbardziej znanych filozofów ponowoczesności, pisał, że zarówno zjawisko pop-artu, jak i hiperrealizmu stanowi nadmiar sztuki, a co za tym idzie – także nadmiar rzeczywistości, niemożliwej do pojęcia zmysłami. Jego zdaniem hiperrealizm to rodzaj symulacji, która wyolbrzymia rzeczywistość i wyostrza detale niedostrzegalne dla oka. Twórczość Nienartowicz można wpisać właśnie w tę definicję, ale tylko w pewnym stopniu.
Jej portrety ukazują kobiece twarze w sposób, w jaki nigdy nie zobaczylibyśmy ich w rzeczywistości ani na fotografii. Na skórze portretowanych widoczne są najdrobniejsze niedoskonałości i indywidualne cechy poszczególnych kobiet. Tym jednak, co je wyróżnia i (paradoksalnie) sprawia, że bliżej im do realności, są fragmenty obrazów znanych z albumów największych arcydzieł sztuki.
„Sąd Ostateczny” (stworzony między 1467 a 1471 rokiem) Hansa Memlinga, „Ogród rozkoszy ziemskich” (ok. 1500) Hieronima Boscha, „Głowa Meduzy” (1598) Caravaggia czy „Sąd Ostateczny” (1534 – 1541) z Kaplicy Sykstyńskiej autorstwa Michała Anioła. To tylko niektóre z dzieł, po które sięga Nienartowicz. Najbardziej zmysłowe i prawdopodobnie najbardziej obrazoburcze repliki artystka umieszcza na plecach namalowanych przez siebie kobiet.
To portrety przewrotne, w których przedmiotem zainteresowania nie jest twarz, ale pięknie upięte włosy, delikatny zarys profilu, smukła szyja i odsłonięte plecy. To właśnie na nich artystka umieszcza wypracowane reprodukcje – tatuaże z jednej strony niezwykle precyzyjnie oddające znane dzieła, a z drugiej zniekształcające je na potrzeby reprezentacji.
Historia tatuażu i jego społecznej percepcji w kulturze europejskiej związana jest z wieloma stereotypami. Margot Miffin w książce „Bodies of subversion” pisze, że w XIX wieku kobiety postrzegały tatuowanie swoich ciał jako akt emancypacji – uwolnienia się z jarzma gorsetu. Obecnie tatuaże weszły do mainstreamu i nierzadko stanowią część eleganckich sukien haute couture. Na obrazach Nienartowicz mają one w sobie jednak coś niepokojącego, może nawet grzesznego.
Być może jest to związane z połączeniem zmysłowości kobiecego ciała z religijną treścią reprodukowanych dzieł. A może to współczesne memento mori ubrane w płaszczyk wypracowanego realizmu. To obrazy metafory, które symulują rzeczywistość i czynią ją czymś więcej niż samą rzeczywistością.”
- Magdalena Zięba-Grodzka, Dziewczyna z tatuażem w LABEL Magazine nr 44 wrzesień-październik 2020, ISSN 2084-9575

## Wystawy

### wystawy indywidualne
- 2025 Echoes[2], Nicodim Gallery, Nowy Jork
- 2023 Sweet Burden[3][4], Nicodim Gallery, Los Angeles
- 2022 Longing For Another World[5], Pilipczuk Gallery, Kopenhaga
- 2021 Najtrudniej poczuć wolność[6], Galeria Sztuki BWA, Jelenia Góra
- 2020 Rozkosz i terror[7], Centrum Sztuki Galeria EL, Elbląg
- 2015 Malarstwo, Galeria Sztuki Współczesnej BCK, Brzeg
- 2015 Malarstwo, rysunek, grafika, Galeria Sztuki Katarzyny Napiórkowskiej, Warszawa

### wystawy zbiorowe
- 2025 Dallas Art Fair, Nicodim Gallery, Dallas
- 2024 Felix Art Fair[8], Nicodim Gallery, Los Angeles
- 2024 Dallas Art Fair, Nicodim Gallery, Dallas
- 2024 Disembodied[9], Nicodim Gallery, Los Angeles
- 2023 Pejzaż malarstwa polskiego, Zachęta Narodowa Galeria Sztuki, Warszawa
- 2023 The Armory Show[10], Nicodim Gallery, Nowy Jork
- 2023 Maternity Leave: None of Women Born[11], prezentowana przez Nicodim Gallery we współpracy z Green Family Art Foundation, Dallas
- 2023 Secret Longings[12], Corey Helford Gallery, Los Angeles
- 2023 Dream State, Stolen Space Gallery, Londyn
- 2022 Winter Salon, Pilipczuk Gallery, Kopenhaga
- 2022 Spätsommer[13], Galerie Benjamin Eck, Monachium
- 2022 Tatuaż. Symbol, piętno, piękno, Muzeum Etnograficzne im. Marii Znamierowskiej-Prüfferowej w Toruniu, Toruń
- 2022 Artists for Amnesty[14], John Natsoulas Gallery, Davis
- 2022 The New Romantics[15], Arcadia Contemporary, Nowy Jork
- 2021 Winter Salon, Pilipczuk Gallery, Kopenhaga
- 2021 LA Art Show 2021, Arcadia Contemporary, Los Angeles
- 2021 Enlivening vol II, Pilipczuk Gallery, Kopenhaga
- 2021 Enlivening, Pilipczuk Gallery, Kopenhaga
- 2021 Women Painting, European Museum of Modern Art, Barcelona
- 2021 V Triennale Malarstwa ANIMALIS, Galeria Sztuki Współczesnej, Włocławek
- 2020 V Triennale Malarstwa ANIMALIS, Centrum Kultury Śląskiej, Nakło Śląskie
- 2020 V Triennale Malarstwa ANIMALIS, Miejska Galeria Sztuki MM, Chorzów
- 2020 Les Interprétations du passé, Galerie Manualis, Évian-les-Bains
- 2019 Salon Sztuki z Galerią Manualis, Carrousel du Louvre, Paryż
- 2019 Art International Zurich z Galerią Manualis, Zurych
- 2019 Strokes of Brilliance, RJD Gallery, Bridgehampton
- 2019 Painting Today, European Museum of Modern Art, Barcelona
- 2019 Art of Painting in the 21st Century, John Natsoulas Art Gallery, Davis
- 2019 Artful Companions, RJD Gallery, Bridgehampton
- 2018 BIG ART. small canvas, RJD Gallery, Bridgehampton
- 2018 Women Painting Women | Men Painting Men, RJD Gallery, Bridgehampton
- 2018 International Figurative Biennale, John Natsoulas Art Gallery, Davis
- 2018 Secrets of The Twisted and Entwined, RJD Gallery, Bridgehampton
- 2018 9th annual juried art show to benefit The Retreat "Fresh StART Collective", RJD Gallery, Bridgehampton
- 2018 III Międzynarodowy Konkurs Malarski Fundacji Trzy Mosty, Galeria Promocyjna, Kraków
- 2018 Realizm. Dwa Spojrzenia, Galeria Miejska BWA, Bydgoszcz
- 2018 III Międzynarodowy Konkurs Malarski Fundacji Trzy Mosty, Galeria przy Kozach Służewskiego Domu Kultury, Warszawa
- 2018 Art of Painting in the 21st Century, John Natsoulas Art Gallery, Davis
- 2018 Winter Salon, Sirona Fine Art, Hallandale Beach
- 2018 WTF, Art Palm Beach, Sirona Fine Art, Palm Beach
- 2018 IV Triennale Malarstwa ANIMALIS, Centrum Kultury Śląskiej, Nakło Śląskie
- 2017 Artists for Peace, Berkeley’s Worth Ryder Art Gallery, Berkeley
- 2017 IX Triennale Polskiego Rysunku Współczesnego, Galeria Test, Warszawa
- 2017 Visions of Space and Form, John Natsoulas Art Gallery, Davis
- 2017 wystawa malarstwa, John Natsoulas Art Gallery, Davis
- 2017 Triennale Polskiego Rysunku Współczesnego, Muzeum Kresów, Lubaczów
- 2017 IV Triennale Malarstwa ANIMALIS, Miejska Galeria Sztuki MM, Chorzów
- 2017 Nowy Obraz/Nowe Spojrzenie, Galeria Miejska BWA, Gorzów Wielkopolski
- 2017 Nowy Obraz/Nowe Spojrzenie, Galeria Miejska Arsenał, Poznań
- 2017 Młode Malarstwo w Gdańsku. Dyplomy 2016, Wielka Zbrojownia, Gdańsk
- 2016 SPRAWDZAM!, Galeria Miejska BWA, Jelenia Góra
- 2016 Głęboka Woda - wystawa w procesie, Gdańska Galeria Miejska 1, Gdańsk
- 2016 Sztuka jako gra, Gdańska Galeria Miejska 2, Gdańsk
- 2016 XIII Konkurs Graficzny im. Józefa Gielniaka, Muzeum Karkonoskie, Jelenia Góra
- 2015 konkursu o Grand Prix Fundacji im. Franciszki Eibisch, Galeria Sztuki Katarzyny Napiórkowskiej, Warszawa
- 2015 V Międzynarodowy Konkurs na Rysunek im. M. E. Andriollego, Nałęczów
- 2015 Ale Sztuka! Młode Polskie Malarstwo, Centrum Sztuki Współczesnej SOLVAY, Kraków
- 2015 Tu i tam, we współpracy ze Slippery Rock University, Dworek Artura GAK, Gdańsk
- 2015 Wszystko/na/nic, Europejska Noc Muzeów, Wielka Zbrojownia, Gdańsk
- 2015 Mercedes, Salon Mercedes-Benz, Gdańsk
- 2015 wystawa malarstwa studentów Wydziału Malarstwa ASP w Gdańsku, Galeria Debiut, Gdynia
- 2015 Wszystko za 16, 16deko, Sopot
- 2014 Małe formy w grafice i rzeźbie, Wielka Zbrojownia, Gdańsk
- 2014 Prolog, Wydział Nauk Społecznych Uniwersytetu Gdańskiego, Gdańsk
- 2014 Eksperyment, Martha Gault Art Gallery, Maltby Center, kampus Slippery Rock University, Slippery Rock
- 2014 Kontrasty, we współpracy ze Slippery Rock University, Wielka Zbrojownia, Gdańsk
- 2014 Eksperyment, galeria Refektarz, Kartuzy
- 2014 VI Ogólnopolska Wystawa Rysunku “Rysować tak i tak”, Galeria Sztuki Wozownia, Toruń
- 2014 Noc, Europejska Noc Muzeów, Wielka Zbrojownia, Gdańsk
- 2014 I Międzynarodowe Triennale Rysunku Studentów Wyższych Szkół Artystycznych w Katowicach
- 2014 III Międzynarodowy Przegląd Sztuki "Alternatywy 33", Galeria 33, Ostrów Wielkopolski

## Prace w zbiorach
Obrazy Agnieszki Nienartowicz znajdują się w zbiorach Muzeum Gdańska, The Bennett Collection, kolekcji grupy Hilton oraz w prywatnych kolekcjach na całym świecie.